# Hugh A. Drum

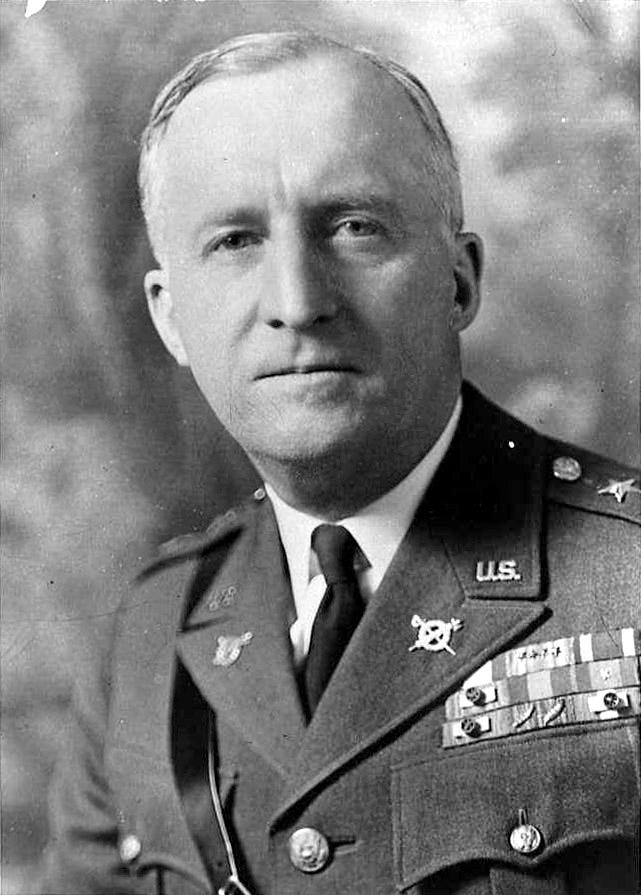
Hugh A. Drum

Hugh Aloysius Drum (* 19. September 1879 in Fort Brady, Michigan; † 3. Oktober 1951 in New York) war ein US-amerikanischer Offizier der United States Army, zuletzt Lieutenant General.

## Leben
Drum wurde als Sohn des Berufsoffiziers John Drum, der als Captain während des Spanisch-Amerikanischen Krieges auf Kuba fiel, geboren und an einer High School in New York sowie dem Boston College ausgebildet. Ursprünglich wollte er Jesuitenpriester werden, trat aber nach dem Tod seines Vaters beim Sturm auf San Juan Hill auf Einladung des Präsidenten William McKinley in die U.S. Army ein und wurde mit dem 12th Infantry Regiment und dem 15th Infantry Regiment auf den Philippinen eingesetzt, wo er sich den Silver Star und die Beförderung zum Brevet-Captain verdiente. Später diente er unter anderem als Aide-de-camp von Brigadegeneral Frank D. Baldwin.
1912 schloss Drum die Ausbildung am Command and General Staff College in Fort Leavenworth ab. 1914 nahm er unter Frederick N. Funston an der Besetzung von Veracruz teil, 1916 an der Mexikanischen Expedition unter General John J. Pershing. Nach dem Eintritt der USA in den Ersten Weltkrieg 1917 begleitete er Pershing als einer von sechs Stabsoffizieren nach Frankreich. Er wurde im August 1917 zum temporären Lieutenant Colonel befördert und war unter Fox Conner in der G-3 Section des Hauptquartiers der American Expeditionary Forces (AEF) in Chaumont zuständig für Ausbildung und Operationen. Er war beteiligt an der Vorbereitung der 26th und 42nd Infantry Division auf ihre ersten Einsätze und arbeitete später mit der 1st Infantry Division Pläne für überfallartige Angriffe im Grabenkrieg (trench raids) aus. Nach der Aufstellung der First Army unter Pershing im Sommer 1918 wählte ihn dieser zu seinem Stabschef. Er diente in dieser Rolle unter Pershing und Hunter Liggett bis zum Kriegsende und plante den Einsatz der Armee in den Schlachten von St. Mihiel und Meuse-Argonne. Hierfür wurde er unter anderem mit der Army Distinguished Service Medal ausgezeichnet und bis zum temporären Brigadier General befördert.
Im April 1919 wurde Drum zum Assistant Chief of Staff, Services of Supply, A.E.F. ernannt und organisierte die Rückführung des Millionenheers der AEF in die Heimat. In den USA führte er dann für kurze Zeit seinen alten Rang als Majors. 1920 wurde er wieder Oberstleutnant, 1921 wieder Oberst und 1922 wieder Brigadier General (Brigadegeneral). Er war Assistant Commandant der School of the Line in Fort Leavenworth von 1920 bis 1921 als Kommandant des Command and General Staff College. Später befehligte die 1st Infantry Brigade und von 1927 bis 1930 die 1st Infantry Division. Anschließend wurde er zum Generalinspekteur des Heeres ernannt und 1930 zum Generalmajor befördert. Er übernahm 1931 den Befehl über das V Corps Area mit Hauptquartier in Fort Hayes, Ohio. Von 1933 bis 1935 diente er unter Douglas MacArthur als Deputy Chief of Staff of the Army, danach bis 1937 als Befehlshaber des Hawaiian Department und bis 1938 als Befehlshaber der Second Army. Er wurde in dieser Zeit zweimal für den Posten des Chief of Staff of the Army übergangen, zuerst zugunsten von Malin Craig und dann von George C. Marshall. 1939 erfolgte seine Beförderung zum Generalleutnant. Beim Ausbruch des Zweiten Weltkriegs führte er die First Army mit Hauptquartier in Fort Jay, Governors Island, New York und wurde im März 1941 zugleich Befehlshaber des Eastern Defense Command. Bei den umfangreichen Militärmanövern in Carolina 1941 wurde er von gegnerischen Einheiten unter General George S. Patton „gefangengenommen“, was die politisch-militärische Führung bewogen haben mag, ihn nicht für hohe Kommandeursposten in Übersee vorzusehen.
Nach dem Eintritt der Vereinigten Staaten in den Zweiten Weltkrieg im Dezember 1941 wurde Drum Anfang des folgenden Jahres der Posten des militärischen Beraters in der Republik China angeboten, was er aber ablehnte – der Posten ging stattdessen an General Joseph Stilwell. 1943 schied er nach Erreichen des gesetzlichen Höchstalters aus dem aktiven Dienst. Er übernahm den Posten des militärischen Chefs der Staatsgarde New York Guard, den er bis 1948 innehatte. Ab 1944 war er zugleich auch Vorstandsvorsitzender der Empire State Corporation, die das Empire State Building betrieb. Er starb 1951 als 72-Jähriger in seinem New Yorker Büro an einem Herzinfarkt. Sein Grab befindet sich auf dem Nationalfriedhof Arlington.
Das Fort Drum im Staat New York, vormals Pine Camp wurde 1974 nach ihm benannt.

## Auszeichnungen
- Army Distinguished Service Medal
- Silver Star